# Iowa Falls (Iowa)
Iowa Falls es una ciudad ubicada en el condado de Hardin en el estado estadounidense de Iowa. En el Censo de 2010 tenía una población de 5238 habitantes y una densidad poblacional de 371,9 personas por km².

## Geografía
Iowa Falls se encuentra ubicada en las coordenadas 42°31′9″N 93°15′58″O / 42.51917, -93.26611. Según la Oficina del Censo de los Estados Unidos, Iowa Falls tiene una superficie total de 14.08 km², de la cual 13.88 km² corresponden a tierra firme y (1.43%) 0.2 km² es agua.

## Demografía
Según el censo de 2010, había 5238 personas residiendo en Iowa Falls. La densidad de población era de 371,9 hab./km². De los 5238 habitantes, Iowa Falls estaba compuesto por el 94.01% blancos, el 2.71% eran afroamericanos, el 0.4% eran amerindios, el 0.74% eran asiáticos, el 0% eran isleños del Pacífico, el 1.01% eran de otras razas y el 1.13% pertenecían a dos o más razas. Del total de la población el 3.89% eran hispanos o latinos de cualquier raza.